# Tempestade do dia de Colombo em 1962
Carta sinótica do noroeste dos Estados Unidos e o sudoeste do Canadá mostrando a chegada da tempestade do dia de Colombo de 1962
A tempestade do dia de Colombo de 1962 (também conhecido regionalmente como Grande sopro) foi um intenso ciclone extratropical que está listado entre os mais intensos ciclones a atingir a região noroeste dos Estados Unidos. A tempestade também foi a mais intensa a atingir a região desde 1948 e provavelmente desde 9 de janeiro de 1880. A tempestade, que atingiu a costa noroeste de Washington e a Ilha de Vancouver em 12 de outubro, é o mais intenso ciclone extratropical a atingir os Estados Unidos no Século XX, considerando-se os ventos. A intensidade do ciclone extratropical é comparável a um furacão de categoria 3 na escala de furacões de Saffir-Simpson.
A tempestade foi designada como a tempestade do dia de Colombo por ter atingido a região em 12 de outubro, Dia de Colombo na América do Norte, data que comemora a chegada de Cristóvão Colombo à América em 12 de outubro de 1492.